# Hochstuhlski prelom
Hochstuhlski prelom je prelom v Avstriji in Sloveniji. Ime je dobil po Stolu (nemško Hochstuhl). Prelomu lahko sledimo od Radenč (vzhodno od Špitala ob Dravi), dalje po Gegendtalu ter nato prečka reko Dravo in Karavanke ter se konča v Sloveniji. Na jugovzhodu seka Periadriatsko prelomno cono, ki ga je izpodrinil v kvartarju. Vzdolž preloma potekajo desnozmični premiki.